# باشگاه فوتبال کلاب والنسیا
کلاب والنسیا یک باشگاه فوتبال حرفه‌ای مالدیوی مستقر در ماله است. این باشگاه که با نام مستعار سان‌رایزرز شناخته می‌شود، اخیراً در لیگ برتر دیوهی، بالاترین سطح فوتبال مالدیو، رقابت کرده است.

## افتخارات
- لیگ دیوهی: ۵[۱]
- دسته دوم: ۱
- جام حذفی: ۵
- جام برندگان جام مالدیو: ۳
- جام پومیس: ۳[۲]
- جام خیریه: ۱

## بازیکنان برجسته
- فلیکس آبواگیه[۳]